# If Only I Were That Warrior
If Only I Were That Warrior è un film documentario del 2015 diretto da Valerio Ciriaci.

## Premi e riconoscimenti
L'opera è stata presentata in anteprima al 56º Festival dei popoli dove ha vinto il premio "Imperdibili" per il miglior documentario italiano. Nel 2016 If Only I Were That Warrior ha ricevuto il Globo d'oro per il miglior documentario.